# Zihan Ling
Ling Zihan (凌子涵; 1987) es una ejecutiva y empresaria china. En 2015, fundó TechBase, una empresa de Pekín diseñada para alentar a las mujeres a crear empresas de tecnología on-line, la primera de su tipo en China. Fue seleccionada por la BBC como una de las 30 jóvenes empresarias de todo el mundo destacadas por la iniciativa "30 Under 30". Y también como una de las 100 mujeres más inspiradoras del mundo (BBC).

## Biografía
Tras graduarse en la Escuela de Gobierno de la Universidad de Pekín (China) en 2008, Ling Zihan obtuvo una maestría en negocios internacionales en la Universidad de Florida (Estados Unidos) en 2009, antes de convertirse en estudiante de intercambio en la Emlyon Business School de Lyon (Francia). Posteriormente trabajó en marketing y gestión estratégica en varias empresas chinas, incluidas Changyou y Baidu. Se convirtió en un miembro clave de Lean In Beijing, la fundación creada por Sheryl Sandberg para empoderar a las jóvenes profesionales. Mientras contribuía a un proyecto de tutoría, descubrió que muchas mujeres graduadas estaban interesadas en iniciar negocios on-line. Como resultado, fundó TechBase, donde las mujeres podían desarrollar su potencial tecnológico.
Uno de los principales problemas para las mujeres jóvenes era que tenían menos probabilidades que los hombres de conseguir financiación al inicio del proyecto. Se dio cuenta de que, a menos que dominaran Internet, su futuro estaba en riesgo. Al fundar Techbase en 2015, inmediatamente organizó “Her Start Ups”, una competencia empresarial que atrajo a casi 100 equipos participantes para la cual logró obtener apoyo financiero y técnico a través de visitas a empresas. Logró recaudar 50 millones de yuanes (7,7 millones de dólares) en capital de riesgo.
La empresa ahora tiene vínculos con más de 50 firmas de inversión y organizaciones de servicios listas para ayudar a las mujeres a iniciar sus propios negocios. En junio de 2016, estaba previsto que el exitoso concurso "Her Startup" de 2015 se repitiera en Beijing y en otras ciudades importantes de China.

## Reconocimientos
- 2015, "30 Under 30" de la BBC, que destacó a las mujeres empresarias exitosas.[3]
- 2015 - Forbes 30 Under 30 emprendedoras sociales asiáticas.[6]
- 2015 - BBC 100 Mujeres.[4]